# Willi Schur
Willi Schur, född 22 augusti 1888 i Breslau Tyskland, död 1 november 1940 i Berlin, var en tysk skådespelare.

## Filmografi (urval)
- 1940 - Älskaren i skåpet
- 1939 - Madame Butterfly
- 1939 - Det hände på varieté Colosseum
- 1939 - Kongo-expressen
- 1938 – Geld fällt vom Himmel
- 1936 – Revolt
- 1934 - Storhertigens finanser
- 1933 - Med levande last ombord

## Fotnoter
1. 1 2  filmportal.de, Filmportal-ID: f86c458798994b28bf3cedacd445d9b4, läst: 9 oktober 2017.[källa från Wikidata]